# Ottavio Mirto Frangipani
Ottavio Mirto Frangipane (Napoli, 11 aprile 1544 – Taranto, 24 luglio 1612) è stato un arcivescovo cattolico italiano.

## Biografia
Ottavio Mirto Frangipane nacque a Napoli l'11 aprile 1544 da Silvio e Laura della Gatta. Era il nipote di Fabio Mirto Frangipane.
Nel 1565 divenne abate di San Benedetto di Capua e dal 1572 fu vescovo di Caiazzo. Fu poi nominato da papa Sisto V governatore di Bologna, quindi nunzio apostolico nelle Fiandre (20 aprile 1596 - 12 giugno 1606) e a Colonia, poi vescovo di Tricarico e infine arcivescovo di Taranto. 
Arcivescovo di Taranto (20 giugno 1605) dopo aver tentato invano di ottenere l'arcidiocesi di Salerno, riuscì a tornare in Italia soltanto alla fine del 1606. Nell'arcidiocesi poté continuare a esplicitare al meglio la sua vocazione di pastore di anime piuttosto che di accorto politico. Dopo aver compiuto una visita accurata, convocato un sinodo, aggiornato le costituzioni ecclesiastiche, portato a termine lavori di abbellimento del palazzo episcopale, morì il 24 luglio 1612 a Taranto e le sue spoglie vennero tumulate nella basilica di San Cataldo.

## Opere
Mirto Frangipane scrisse Directorium ecclesiasticae disciplinae Coloniensi praesertim ecclesiae accommodatum (1597), Epistolae e  Sermoni.

## Genealogia episcopale e successione apostolica
La genealogia episcopale è:
- Cardinale Scipione Rebiba
- Cardinale Giulio Antonio Santori
- Arcivescovo Ottavio Mirto Frangipani

La successione apostolica è:
- Vescovo Laurentius Fabritius (1588)
- Vescovo Jean de Vernois, O.P. (1591)
- Arcivescovo Jean Sarrazin, O.S.B. (1596)
- Vescovo Jacques Blaze, O.F.M. (1597)
- Vescovo Louis Michel d’Esne (1597)